# Amazonas
A dél-amerikai Amazonas (spanyolul: Río Amazonas, portugálul: Rio Amazonas) a legbővizűbb és egyben a második leghosszabb (más mérések alapján a leghosszabb) folyó a maga csaknem 7000 kilométeres hosszával (a legbátrabb becslések alapján hossza 6992 km). Az Amazonason több víz folyik le, mint a Mississippin, a Níluson és a Jangcén együttvéve. A vízgyűjtő területe is ennek a folyónak a legnagyobb: 7 045 000 km² – ez Dél-Amerika területének 40%-a. Az Atlanti-óceánba ömlő édesvíz mennyisége átlagosan mintegy 225 000 m³/s, az esős évszakban 340 000 m³/s; a világ óceánjaiba ömlő édesvíz mennyiségének egyötöde. Torkolatának környékén a víz iható még ott is, ahol a tengerről a szárazföld már nem is látszik, és a tenger sótartalma még a parttól 150 kilométerre is jelentősen kisebb a szokásosnál. A folyam óceánjárókkal még Iquitosnál, a tengertől 3700 kilométerre is hajózható, kisebb hajók még további 780 km-t mehetnek felfelé.

## Torkolatrendszere
Brazíliában, az Egyenlítőnél ömlik az Atlanti-óceánba. Torkolata impozáns jelenség; a tölcsér- és deltatorkolat több száz négyzetkilométeres hibridje.
Az Amazonas hordaléka még a szárazföldtől 100 kilométerre is sárgára festi a tenger vizét. Az Atlanti-óceán több méteres árapályának eredménye egy olyan delta, amelynek ágai tölcsértorkolatok. A torkolat szigeteinek alakja gyorsan (évtizedes távlatban) változik.
Az Egyenlítő szinte „telibe találja” a deltában, az esőerdők övezetében épült Macapá városát. A folyam itt éri el a tengert; a Belém melletti Marajó-öbölbe két kisebb folyó, a Pará és a Tocantins ömlik.

## Az Amazonas hosszáról
Először Francisco de Orellana spanyol kutató próbálta meg végigjárni a 16. században. Expedícióját harcos nők támadták meg, ezért kapta a brazíliai szakaszán a görög mitológia harcos nőire utaló Amazonas nevet.
Három országon folyik keresztül, és ezek lakói az egyes szakaszokon más-más néven ismerik: Lloqueta, Apurimac, Ena, Tambo, Ucayali, Maranon, Solimoes – mind az általunk csak Amazonasnak ismert folyam helyi nevei.
A legújabb mérések szerint az Amazonas a világ leghosszabb folyója. Eddig a Nílust tartották annak, de míg ez utóbbi „csak” 6695 km, addig az Amazonas 6850 km hosszú. Először két brazil felfedezőnek, Paula Salhanának és Roberto Wernecknek sikerült eljutnia a forrásáig 1994-ben, de nekik is 13 évet kellett várniuk, amíg összeállt egy, a felfedezésüket megerősítő tudományos expedíció. Ez a feltételezés tudományosan még nem bizonyított.[pontosabban?]

## Vízrajz

### Hosszúság
| Ország         | Állam, megye                        | (fkm)  | (%)   |
| -------------- | ----------------------------------- | ------ | ----- |
| Felső-Amazonas |                                     |        |       |
| Kolumbia; Peru | Amazonas; Loreto                    | 95     | 1,5   |
| Peru           | Loreto                              | 618    | 9,5   |
|                |                                     | 713    | 11,0  |
| Solimões       |                                     |        |       |
| Brazília       | Amazonas                            | 1630   | 25,0  |
| Amazonas       |                                     |        |       |
| Brazília       | Amazonas; Pará; Amapá               | 1437   | 22,0  |
|                |                                     | 3780   | 58,0  |
| Ucayali        |                                     |        |       |
| Peru           | Loreto; Ucayali                     | 1668,2 | 25,6  |
| Tambo          |                                     |        |       |
| Peru           | Junín                               | 158,5  | 2,4   |
| Ené            |                                     |        |       |
| Peru           | Junín                               | 180,6  | 2,8   |
| Apurimac       |                                     |        |       |
| Peru           | Cusco, Ayacucho; Apurímac, Arequipa | 730,7  | 11,2  |
|                |                                     | 2738   | 42,0  |
|                |                                     |        |       |
|                |                                     | 6518   | 100,0 |

### Vízgyűjtő terület
| Ország    | Állam         | (km2)   | (%)   |
| --------- | ------------- | ------- | ----- |
| Bolívia   |               | 724000  | 10,4  |
| Brazília  |               | 4674619 | 67,5  |
|           | Acre          | 164123  | 3,5   |
|           | Amapá         | 44870   | 1,0   |
|           | Amazonas      | 1559159 | 33,3  |
|           | Brazíliaváros | 1010    | 0,02  |
|           | Goiás         | 212131  | 4,5   |
|           | Maranhão      | 39396   | 0,8   |
|           | Mato Grosso   | 723470  | 15,5  |
|           | Pará          | 1190147 | 25,5  |
|           | Rondônia      | 237591  | 5,08  |
|           | Roraima       | 224301  | 4,8   |
|           | Tocantins     | 278421  | 6,0   |
| Ecuador   |               | 146688  | 2,1   |
| Guyana    |               | 12224   | 0,2   |
| Kolumbia  |               | 345293  | 5,0   |
| Peru      |               | 967176  | 14,0  |
| Venezuela |               | 53000   | 0,8   |
|           |               |         |       |
|           |               | 6923000 | 100,0 |

### Vízhozam
| Ország    | Állam         | (km3/year) | (%)   |
| --------- | ------------- | ---------- | ----- |
| Bolívia   |               | 291,0      | 4,0   |
| Brazília  |               | 4167,3     | 57,2  |
|           | Acre          | 144,2      | 2,0   |
|           | Amapá         | 57,7       | 0,8   |
|           | Amazonas      | 1848,3     | 25,4  |
|           | Brazíliaváros |            |       |
|           | Goiás         | 96,7       | 1,3   |
|           | Maranhão      | 9,4        | 0,1   |
|           | Mato Grosso   | 490,6      | 6,7   |
|           | Pará          | 1053,1     | 14,5  |
|           | Rondônia      | 140,6      | 1,9   |
|           | Roraima       | 211,6      | 2,9   |
|           | Tocantins     | 115,1      | 1,6   |
| Ecuador   |               | 258,4      | 3,6   |
| Guyana    |               | 8,8        | 0,1   |
| Kolumbia  |               | 755,0      | 10,4  |
| Peru      |               | 1739,5     | 23,9  |
| Venezuela |               | 60,0       | 0,8   |
|           |               |            |       |
|           |               | 7280,0     | 100,0 |

Az Amazonas vízhozama Santarém városnál (Pará állam), a Tapajós folyó torkolata alatt (1998/01/01 és 2022/12/31 közötti időszak):
| Év    | Vízhozam (m3/s) | Vízhozam (m3/s) | Vízhozam (m3/s) |
| Év    | legkisebb       | közepes         | legnagyobb      |
| ----- | --------------- | --------------- | --------------- |
| 1998  | 69 202          | 175 218         | 278 306         |
| 1999  | 73 921          | 182 266         | 270 080         |
| 2000  | 73 306          | 171 899         | 275 060         |
| 2001  | 67 300          | 173 517         | 268 820         |
| 2002  | 92 711          | 207 186         | 296 805         |
| 2003  | 100 473         | 182 767         | 252 626         |
| 2004  | 100 986         | 184 880         | 265 644         |
| 2005  | 67 464          | 172 411         | 280 340         |
| 2006  | 91 126          | 192 500         | 301 860         |
| 2007  | 73 256          | 192 715         | 309 478         |
| 2008  | 101 146         | 198 128         | 316 669         |
| 2009  | 76 598          | 204 920         | 303 192         |
| 2010  | 72 101          | 172 255         | 255 208         |
| 2011  | 65 803          | 155 030         | 256 798         |
| 2012  | 50 070          | 194 883         | 323 680         |
| 2013  | 55 108          | 206 295         | 305 526         |
| 2014  | 151 997         | 235 390         | 338 905         |
| 2015  | 70 119          | 261 580         | 378 767         |
| 2016  | 69 995          | 230 788         | 367 296         |
| 2017  | 104 111         | 223 193         | 352 935         |
| 2018  | 95 376          | 262 946         | 386 022         |
| 2019  | 96 260          | 260 664         | 382 840         |
| 2020  | 72 955          | 234 725         | 388 213         |
| 2021  | 94 903          | 262 264         | 376 740         |
| 2022  | 101 693         | 259 902         | 405 999         |
|       |                 |                 |                 |
| Átlag | 83 599          | 207 933         | 295 577         |

## Mellékfolyói
Legnagyobb mellékfolyói (a forrástól a torkolat felé):
- bal oldali :
  - Marañón
  - Nanay
  - Napo (Peruban)
  - Ampiyaçu
  - Içá (Kolumbiában, Peruban és Ecuadorban Putumayónak nevezik)
  - Japurá (Kolumbiában Caquetá)
  - Badajós
  - Manacapuru
  - Rio Negro (Kolumbiában és Venezuelában Río Negro)
  - Urubu
  - Uatumã
  - Nhamundá
  - Trombetas
  - Curuá
  - Maicuru
  - Paru
  - Jari
- jobb oldali :
  - Javari
  - Jandiatuba
  - Jutaí
  - Juruá
  - Tefé
  - Coari
  - Purus
  - Madeira
  - Paraná do Ramos
  - Tapajós
  - Curuá Una
  - Xingu
  - Pará
  - Tocantins
  - Acará
  - Guamá

## A globális felmelegedés hatása a folyamra
Az Amazonas vízszintje egyre alacsonyabb; apadásáért a globális felmelegedést okolják.